# Period
. (alt. nazwa: Period) – szósty album studyjny amerykańskiej piosenkarki Keshy, wydany 4 lipca 2025 roku, nakładem własnej wytwórni artystki, Kesha Records. Jest to jej pierwszy projekt od czasu jej odejścia z wytwórni RCA i Kemosabe Records. Aby promować album, Kesha wyruszyła w trasę koncertową the Tits Out Tour.

## Tło
W grudniu 2023 roku, poinformowano o rozstaniu Keshy z wytwórnią RCA i Kemosabe Records, po tym jak ona w 2014 roku oskarżyła swojego byłego producenta, Dr. Luke, o napaść seksualną, a później o zniesławienie. 
Niezależna wytwórnia Keshy, Kesha Records, podpisała umowę dystrybucyjną z Alternative Distribution Alliance, które należy do Warner Music Group, we wrześniu 2024 roku. 27 marca 2025 roku, Kesha ogłosiła swój szósty album studyjny Period, który zostanie wydany 4 lipca 2025 roku i jego pre-order.

## Lista utworów
Lista utworów zaadaptowana z Apple Music.

### Standardowa wersja
1. "Freedom"
2. "Joyride"
3. "Yippee-Ki-Yay"
4. "Delusional"
5. "Red Flag"
6. "Love Forever"
7. "The One"
8. "Boy Crazy"
9. "Glow"
10. "Too Hard"
11. "Cathedral"

### Wersja deluxe
12. "Trashman"
13. "Boy Crazy" (ft. Jade)
14. "Attention" (ft. Slayyyter i Rose Gray)
15. "Yippee-Ki-Yay" (ft. T-Pain)
16. "Delusional" (edit)
17. "Yippee-Ki-Yay" (A. G. Cook remix; ft. T-Pain)
18. "Yippee-Ki-Yay" (Hosed Down remix)
19. "Joyride" (Revved Up remix)
20. "Boy Crazy" (Only Fire smash remix)

### Informacje
- Wszystkie utwory są stylizowane na wielkie litery z kropką na końcu (np. FREEDOM.), oprócz utworu "Attention" z wersji deluxe albumu.

## Historia wydania
| Region | Data         | Format                                 | Wytwórnia | Ref.   |
| ------ | ------------ | -------------------------------------- | --------- | ------ |
| Świat  | 4 lipca 2025 | CD, digital download, streaming, vinyl | Kesha     | [ 24 ] |